# Marco Lanna
Marco Lanna (Gènova, 13 de juliol de 1968) és un exfutbolista italià.
Va ser un dels defenses més coneguts del Calcio italià entre la segona meitat dels vuitanta i la primera dels noranta, jugant a la Sampdoria de la seua ciutat natal i a l'AS Roma. Entre 1992 i 1994 va ser internacional amb la selecció azzurra en dues ocasions.
Amb la Sampdoria va guanyar la lliga 90/91, la Copa del 88 i el 89, així com la Recopa de 1990.
El 1997 va marxar a la lliga espanyola, al fitxar per un equip modest, la UD Salamanca. Amb el descens de categoria dels lleonesos, passa al Reial Saragossa (amb qui guanya la Copa del Rei).
La seua darrera temporada va ser la 01/02, de tornada a la Sampdoria, on només va jugar nou partits.